# Етнографски музей (Разград)
Етнографският музей в Разград е музей, посветен на културата на една от местните етнографски групи – капанците. В него са изложени предмети и колекции, свързани с историята на града, представени са събития, свързани с различните капански празници и ритуали за здраве, дълголетие, плодородие и щастие.
Музеят е разположен в реставрирани възрожденски къщи от ХІХ век с красиво оформено дворно пространство. На експозиционна площ от 150 кв. м е представена традиционната духовна култура на местната етнографска група. В музея, в разгънат вид, може да се видят основните празници в техния годишен календар, облекло, накити и други.
Разкриват се елементи от древни календарни и семейни празници и обичаи. Представят се различни вярвания за здраве, дълголетие, плодородие и щастие. Легендите и преданията от Лудогорието пренасят посетителите на музея в епохата на създаването на Дунавска България през VII в. Те представят местното население като потомци на прабългарите. За произхода на името „капанец“ съществуват различни версии с обяснения, които имат предимно легендарен и митологичен характер. То се свързва с черната капковидна шевична украса от женските ризи, с „капите“, носени от мъжете и с езическите храмове – „капища“. Популярни са преданията за капана, организиран от българите на византийската императорска войска през 811 г., и за „закапанените“ (заточените) последователи на върналите се към езичеството наследници на княз Борис. Името „капанец“ се споменава за първи път в регистър от ХVII век, отнасящ се за село Равно.
Строежът на музея е изпълнен от звено на НИПК. Акт 16 е издаден през 1987 г. Експозицията в Етнографски музей – Разград е открита на 10 септември 1999 г.
Музеят се намира на адрес гр. Разград, квартал „Вароша“, ул. „Г. С. Раковски“ № 13.